# Elaine de Kooning
Elaine Marie Catherine de Kooning (ur. 12 marca 1918 w Nowym Jorku, zm. 1 lutego 1989 w Southampton) – amerykańska malarka abstrakcjonistyczna i ekspresjonistyczna.

## Życiorys
Urodziła się 12 marca 1918 r. na nowojorskim Brooklynie jako Elaine Fried. Jako dziecko często bywała w galeriach i muzeach, dokąd zabierała ją jej matka. Pomimo przyjęcia do Hunter College w Nowym Jorku, szybko porzuciła tam naukę i zapisała się do Leonardo da Vinci Art School w Nowym Jorku. Razem z nią studiował Conrad Marca-Relli, który został jej bliskim przyjacielem. Ponadto brała w 1938 r. lekcje rysunku u późniejszego męża, Willema de Kooninga.
Jej wczesne prace to martwe natury i portrety tworzone pod wpływem kubizmu, ale w połowie lat 1940. skierowała się w stronę abstrakcjonizmu i zajęła także krytyką sztuki. W latach 1940. de Kooning wykonała portrety członków rodziny, męża, przyjaciół i znajomych artystów, w tym poetów Franka O’Hary i Allena Ginsberga, a także choreografa Merciera Cunninghama. Pracowała w zespole Art News redagowanego przez Thomasa Hessa. Latem 1948 r. przebywała na Black Mountain College w Karolinie Północnej, gdzie grała tytułową rolę w Le piège de Méduse, a także była scenografką tej produkcji. Swoją pierwszą indywidualną wystawę miała w 1952 r. w Stable Gallery w Nowym Jorku. Tam też w 1954 i 1956 r. wystawiano ponownie jej prace.
Należała do założycieli awangardowej grupy the Club z Greenwich Village, która działała od 1949 do 1962 r. Pomimo swojego przywiązania do abstrakcyjnego ekspresjonizmu (jest też uważana za czołową przedstawicielkę tego nurtu), ostatecznie stała się znana dzięki portretom. Otrzymawszy etat dydaktyczny na University of New Mexico w Albuquerque w 1958 r., udała się w podróż do Ciudad Juárez w Meksyku, gdzie po raz pierwszy widziała korridę. Zainspirowało to ją do stworzenia serii obrazów. W 1961 r. włączono ją do wystawy Whitney Annual w Nowym Jorku, a rok później otrzymała zlecenie namalowania portretu prezydenta Johna F. Kennedy’ego. Częściowo jej kandydaturę wybrano ze względu na jej umiejętności szybkiego wykonania zlecenia, jednak po roku prac nad portretem zawiesiła je na kolejny rok, gdy Kennedy został zamordowany, i przyjęła etat dydaktyczny na University of California, Davis. Następnie w latach 1970. uczyła m.in. na Yale University, Pratt Institute, University of Pennsylvania i Rice University.
Od końca lat 1940. do początku lat 1980. de Kooning stworzyła serię ekspresjonistycznych obrazów przedstawiających grających koszykarzy. W latach 1980. wykonała serię pseudo-figuratywnych obrazów o nazwie Bacchus. W 1983 r. odwiedziła jaskinie w Lascaux we Francji, po czym zaczęła serię obrazów inspirowanych malarstwem jaskiniowym Cave Walls. Pod koniec życia stworzyła też serię prac tuszem na papierze o tej samej tematyce.
De Kooning otrzymała kilka indywidualnych wystaw, m.in. w Montclair Art Museum w New Jersey (1973) i Guild Hall Museum w Nowym Jorku (1989), a wystawa w Museum of Modern Art Young American Painters była wystawiana w licznych amerykańskich miastach. Jej prace znajdują się w kolekcjach m.in. Guggenheim Museum, Museum of Modern Art w Nowym Jorku, Corcoran Gallery w Waszyngtonie oraz Albright-Knox Gallery w Buffalo.
Zmarła 1 lutego 1989 r. w Southampton z powodu raka płuc.

## Życie prywatne
Od 1943 r. żona Willema de Kooninga, z którym od 1956 r. była w separacji, po czym w 1975 r. para wróciła do siebie. W małżeństwie oboje wzajemnie inspirowali się artystycznie, jednakże związek nie był udany ze względu na obustronną niewierność i zmaganie z alkoholizmem.